# پادشاه خاتون
پادشاه خاتون ملقب به «صفوة الدنیا و الدین» (۶۵۴ ه.ق. / ۱۲۵۶ میلادی - شعبان ۶۹۴ ه.ق. / ژوئن ۱۲۹۵ میلادی)، حکمران سلسله قراختاییان کرمان (۶۹۱ تا ۶۹۴ ه.ق. / ۱۲۹۲ تا ۱۲۹۵ م.) و کوچک‌ترین دختر قطب‌الدین محمد و قتلغ ترکان خاتون بود. پادشاه‌خاتون پس از مرگ پدرش در سال ۶۵۵ قمری، تحت نظر مادرش تربیت شد و رشد کرد. گفته‌اند که او فرزند محبوب قتلغ ترکان خاتون بوده و تحصیلات عالیه داشته است. پادشاه‌خاتون را به خاطر مهارتش در خوشنویسی نیز ستوده‌اند.
در ۲۲ شوال ۶۷۰ هجری قمری (۲۲ مه ۱۲۷۲)، هنگامی که پادشاه‌خاتون ۱۶ سال داشت، مادرش قتلغ ترکان خاتون همراه با مقامات عالی‌رتبهٔ کرمان، او را با شکوه و جلال به دربار ایلخانی بردند و به زوجیت اباقا خان (دومین پادشاه سلسلهٔ ایلخانی) درآوردند. اباقا خان جهیزیهٔ مجلل مادرش «یسونچین» را که تازه درگذشته بود به پادشاه‌خاتون داد.
پادشاه‌خاتون در دوران ازدواجش با اباقا خان، اغلب با مادرش دیدار می‌کرد و ظاهرا نقش نمایندهٔ او را در دربار ایلخانی داشت. در سال ۶۷۵ ق. (۱۲۷۶ م.) او میان مادر خود و پسرخوانده‌اش حجاج‌سلطان، سازش برقرار کرد. ظاهرا در سال ۶۷۹ ق. (۱۲۸۰ م.) به اصرار پادشاه‌خاتون، فرمانی برای منع جلال‌الدین سیورغاتمیش (برادر ناتنی پادشاه‌خاتون) از مداخله در حکمرانی قتلغ ترکان خاتون بر کرمان صادر شد.
پس از مرگ اباقا خان (۶۸۰ ق./۱۲۸۲ م.) پادشاه‌خاتون در دربار ایلخانی باقی ماند اما وقتی جانشین شوهرش یعنی سلطان احمد تگودار، قتلغ ترکان خاتون را از حکمرانی کرمان عزل و پسرخوانده‌اش سیورغاتمیش را به جای او منصوب کرد، پادشاه‌خاتون به سیاهکوه سفر کرد و در صفر ۶۸۱ ق. (مه ۱۲۸۲) به مادرش پیوست و همراه او به اردوی ایلخانان رفت. قتلغ ترکان خاتون در تابستان سال بعد (۶۸۲ ق. / ۱۲۸۳ م.) درگذشت و با توجه به نامشخص‌بودن وضع حکمرانی کرمان، پادشاه‌خاتون جنازهٔ مادرش را به کرمان مشایعت نکرد و در اردوی ایلخانی ماند تا از منافع خود حفاظت کند. خواهرش «بی‌بی ترکان» را با سربازان زیادی به کرمان فرستاد تا از درآمدهای او مراقبت کنند و  حکمرانی قلمروی سیرجان را هم به خواهرش منتقل کرد، اما سیورغاتمیش دستورهای پادشاه‌خاتون را نادیده گرفت.
ظاهرا پادشاه‌خاتون هنوز در دربار ایلخانی نفوذ و اثرگذاری داشت زیرا ارغون‌خان پس از رسیدن به مقام ایلخانی در ۶۸۳ ق. (۱۲۸۴ م.)، کرمان را بین پادشاه‌خاتون و جلال‌الدین سیورغاتمیش تقسیم کرد. پادشاه‌خاتون این تصمیم را نپذیرفت و ظاهرا به تحریک خواهرش بی‌بی‌ترکان، علیه «بوقا چینگ‌سانگ» که از ادعای حکمرانی سیورغاتمیش حمایت کرده بود، شکایت کرد که بعدا معلوم شد اشتباه بزرگی بوده است. بنا به درخواست «بوقا چینگ‌سانگ»، پادشاه‌خاتون فورا به زوجیت گیخاتو (برادر ارغون‌خان) درآمد و در ۶۸۵ ق. (۱۲۸۶ م.) همراه او به آناتولی (روم) فرستاده شد و بدین شکل از مرکز قدرت خود دور افتاد. این در حالی بود که سیورغاتمیش افتخار ازدواج با نوهٔ هولاکو خان یعنی کردوچین را به دست آورد. سیورغاتمیش حتی موفق شد حکمرانی قلمروی شخصی پادشاه‌خاتون یعنی سیرجان را هم به دست بیاورد. گفته شده که گیخاتو خان، پادشاه‌خاتون را بسیار محبوب و محترم می‌داشته است. در ۶۸۸ ق. (۱۲۸۹ م.)، پادشاه‌خاتون در تبریز دیدار کوتاهی با ارغون‌خان داشت و موفق شد قلمروی سیرجان را بار دیگر از آن خود کند.
با مرگ ارغون‌خان و انتخاب گیخاتو خان به پادشاهی ایلخانی (۶۹۰ ق. / ۱۲۹۱ م.) وضعیت به نفع پادشاه‌خاتون تغییر کرد. یک‌سال بعد، او بالاخره از آناتولی برگشت و شوهرش حکمرانی کرمان را به او سپرد. ناصرالدین منشی کرمانی اشاره می‌کند که سیورغاتمیش پس از مدتی درنگ بالاخره تسلیم پادشاه‌خاتون شد اما این ادعا مورد تردید است خصوصا با توجه به اینکه پادشاه‌خاتون پس از رسیدن به قدرت در ذی‌القعده ۶۹۱ ق. (اکتبر ۱۲۹۲) دستور به حبس او داد. سیورغاتمیش با کمک همسرش کردوچین، موفق شد از زندان فرار کند و به اردوی گیخاتو پناه ببرد. گیخاتو درخواست پادشاه‌خاتون را پذیرفت و سیورغاتمیش را به کرمان بازگرداند و او دوباره به زندان افتاد. درنهایت به درخواست بایدو که قصد داشت با دختر سیورغاتمیش به نام «شاه عالم» ازدواج کند، پادشاه‌خاتون سیورغاتمیش را آزاد کرد اما پس از مدتی، چون به فرمان‌بری سیورغاتمیش شک داشت، دستور داد او را در ۲۷ رمضان ۶۹۳ (۲۱ اوت ۱۲۹۴) خفه کرده و کشتند. اندکی پس از آن، گیخاتو خان حکمرانی یزد و شبانکاره را به پادشاه‌خاتون سپرد.
پادشاه‌خاتون در مسائل جانشینی در منطقهٔ هرمز هم مداخله می‌کرد از جمله رکن‌الدین مسعود (که برادرش سیف‌الدین نصرت را ترور کرده بود تا به جای او حکمران منطقه شود) به کرمان آورد و سیف‌الدین ایاز را به حکمرانی هرمز منصوب کرد.
حکمرانی کوتاه پادشاه‌خاتون را عادلانه و مفید به حال مردم دانسته‌اند هرچند چیز زیادی درباره فعالیت‌های عام‌المنفعهٔ او نمی‌دانیم. پادشاه‌خاتون هنگام زندگی در آناتولی به «مدرسهٔ خاتونیه» کمک مالی می‌کرد که البته این مدرسه ناتمام ماند چون پادشاه‌خاتون حین ساخت آن به ایران بازگشت؛ بنابراین می‌توان فرض کرد که او در کرمان نیز دست به چنین اقدامات خیریه‌ای زده باشد. پادشاه‌خاتون دستور داده بود نام او را در خطبهٔ نمازجمعه بلند خوانده و روی سکه‌ها حک کنند. گفته‌اند که او از لقب «خداوند عالم» استفاده می‌کرده که در سکه‌های عصر او نیز به چشم می‌خورد. پادشاه‌خاتون شخصیتی سرزنده و ادیب داشت و از دانشمندان و شعرا حمایت مالی می‌کرد. او با نام مستعار «لاله‌خاتون» یا «حسن‌شاه» شعر می‌سرود. جهان‌خاتون، نوهٔ رشیدالدین فضل‌الله، در دیوان خود به نام او اشاره کرده است.
پس از قیام بایدو، و شکست و قتل گیخاتو خان به دستور بایدو (۳ جمادی‌الاول ۶۹۴ / ۲۱ مارس ۱۲۹۵) قدرت پادشاه‌خاتون به‌شدت متاثر شد. او به‌جای اینکه فورا به سوی اردوی غازان خان حرکت کند، در کرمان ماند و اغلب حامیانش او را تنها گذاشتند. سربازان مغول کنترل شهر کرمان را به دست گرفتند و کردوچین (همسر سیورغاتمیش) روز بعد فاتحانه وارد شهر شد. پادشاه‌خاتون به زندان افتاد و مدت کوتاهی پس از آن، در شعبان ۶۹۴ (ژوئن-ژوئیه ۱۲۹۵) در راه دربار بایدو خان، او را در کوشک زر خفه کردند و کشتند. قتل او به دستور بایدو خان و احتمالا به تحریک شاه‌عالم و کردوچین انجام شد. پیکر پادشاه‌خاتون را در مشکین به خاک سپردند. مظفرالدین محمدشاه، حاکم بعدی کرمان، بقایای پیکر او را به کرمان منتقل کرد و در مدرسهٔ علمیه‌ای که مادر پادشاه‌خاتون پایه‌گذاری کرده بود و امروز به نام گنبد سبز (کرمان) شناخته می‌شود دفن نمود.